# 李祐汀
李祐汀，是韓國綜藝節目及電視劇的編劇，名字常譯為「李友貞」或「李友静」。

## 作品列表

### 綜藝節目
- MBC《Section tv 演藝通信（朝鲜语：섹션TV 연예통신）》
- KBS2《自由宣言 星期六作戰（朝鲜语：자유선언 토요대작전）－山莊約會：玫瑰的戰爭》
- KBS2《快樂星期天（朝鲜语：해피선데이）－女傑 6（朝鲜语：하이파이브 (KBS)）》
- KBS2《快樂星期天－兩天一夜》
- KBS2《快樂星期天－男人的資格（朝鲜语：남자의 자격）》
- tvN《The Romantics（朝鲜语：더 로맨틱）》
- tvN《The Romantic & Idol》
- tvN《三個傻瓜（朝鲜语：세 얼간이 (텔레비전 프로그램)）》
- tvN《河正宇的Brothers》
- tvN《背包旅行計劃 第1彈－花漾爺爺》
- tvN《背包旅行計劃 第2彈－花樣姐姐》
- tvN《花樣青春》
- tvN《一日三餐》
- tvN《新西遊記》
- tvN《尹STAY》
- tvN《Biong Biong地球娛樂室》
- tvN《Biong Biong地球娛樂室2》
- tvN《地樂者的滴滴叭叭》

### 劇集
- 2012年：tvN《請回答1997》
- 2013年：tvN《請回答1994》
- 2015年：tvN《請回答1988》
- 2017年：tvN《機智牢房生活》（劇本企劃）
- 2020年：tvN 《機智醫生生活》
- 2021年：tvN 《機智醫生生活2》

## 獲獎
- 2008年：KBS 演藝大賞－綜藝部 作家獎
- 2010年：第23屆 韓國放送作家獎－綜藝部門獎

## 履歷
- 2013年：第2屆《創意人才 同伴事業》作為導師參與[2]

## 另請參見
- 李明翰（朝鲜语：이명한 (1970년)）
- 申沅昊
- 羅暎錫

## 備註
1. ↑  .   [2014-11-04]. （原始内容存档于2017-08-20）.
2. ↑  꿈, 전문가들이 동행합니다 （页面存档备份，存于）한겨례뉴스2013.06.24